# Минько, Леонид Яковлевич
Леонид Яковлевич Минько (бел. Леанід Якаўлевіч Мінько; 1934—2002) — советский и белорусский учёный в области лазерной плазмодинамики, лауреат Государственных премий Белоруссии (1974, 1992).

## Биография
Родился 21 июля 1934 г. в деревне Горки Стародорожского района Минской области.
Окончил физический факультет БГУ имени В. И. Ленина.
С 1960 по 1991 г. работал в Институте физики Академии наук БССР: младший научный сотрудник, старший инженер-конструктор, главный инженер лаборатории, заведующий лабораторией, старший научный сотрудник, заведующий лабораторией неравновесных процессов, главный научный сотрудник, и. о. зав. сектором, и. о. заведующего лабораторией.
В июле 1983 года присвоена степень доктора физико-математических наук, с марта 1991 года — профессор.
С апреля 1992 года заведующий лабораторией рациональной плазмодинамики ИМАФ АНБ (ГНУ «Институт молекулярной и атомной физики НАН Беларуси»).
Один из создателей белорусской научной школы лазерной плазмодинамики.

## Награды
Лауреат Государственных премий Белорусской ССР (1974) и Республики Беларусь (1992). Награждён медалью «За доблестный труд» и Почётной грамотой Верховного совета БССР.

## Публикации
Автор более 200 научных публикаций. Сочинения:
- Получение и исследование импульсных плазменных потоков [Текст] / Л. Я. Минько. — Минск : Наука и техника, 1970. — 180 с. : ил.; 22 см.
- Генерация плотных эрозионных низкотемпературных плазменных потоков при атмосферном давлении / Л. Я. Минько, В. Б. Авраменко, Г. И. Баканович. — Минск : ИФ, 1988. — 19 с. : ил.; 20 см
- Исследование динамики приэлектродных и пристеночных плазмообразований в импульсном поверхностном разряде в разделенными электродными факелами / В. Б. Авраменко, Л. Я. Минько. — Минск : ИФ, 1983. — 35 с. : ил.; 20 см.